# Ichthydium chaetiferum
Ichthydium chaetiferum is een buikharige uit de familie Chaetonotidae. Het dier komt uit het geslacht Ichthydium. Ichthydium chaetiferum werd in 1991 voor het eerst wetenschappelijk beschreven door Kisielewski. 